# Bitobe
Bitobe is een bestuurslaag in het regentschap Kupang van de provincie Oost-Nusa Tenggara, Indonesië. Bitobe telt 1370 inwoners (volkstelling 2010).